# Florence Hainaut
Florence Hainaut, née le 2 août 1981, est une journaliste, féministe et réalisatrice de documentaires belge.
Entre 2002 et 2016, elle travaille pour la RTBF où elle bâtit sa notoriété, en particulier dans les émissions les Niouzzs, les journaux matinaux de Pure FM, On n'est pas des pigeons !, Revu et corrigé, les Décodeurs et un samedi d'Enfer. Depuis 2016, elle est autrice et journaliste indépendante. En novembre 2022, elle reprend une chronique dans l'émission On n'est pas des pigeons !.
Elle dénonce le cyberharcèlement dont sont victimes les femmes et lutte activement contre celui-ci au travers d'émissions, documentaire, ouvrage et en justice.

## Biographie

### Formation
Florence Hainaut naît dans une famille où « on lit Hara-kiri ou Gotlib ». Elle explique que sa famille l'a fortement influencée et que déjà à l'école primaire elle écrivait des « choses mordantes ».
Après ses études secondaires, sa mère la pousse à approfondir son anglais. Florence réalise une année d'échange volontairement loin, en Afrique du Sud.
De 2001 à 2004, elle finit par suivre un graduat en communication sociale à l'ISFSC (Institut supérieur de formation sociale et de communication) tout en démarrant sa carrière à la RTBF. Pendant les premiers mois, elle était plutôt « guindailleuse ». Ensuite, elle devient une « grande bosseuse » au point que ses parents, enseignants, doivent la calmer. Elle explique que « l’idée n’était pas de [se] démarquer des autres, mais c’était plus par revanche sur [elle]-même » : « C’est en étudiant que j’ai appris à aimer ce que je faisais ».
Elle entame de 2004 à 2006 une licence en communication (section Presse et Information) à l'IHECS (Institut des hautes études des communications sociales) et s'intéresse à la presse écrite. Son mémoire traite de L'évolution des politiques d'intégration des immigrés aux Pays-Bas depuis les meurtres de Pim Fortuyn et Théo Van Gogh. Elle y est particulièrement influencée par le Professeur Paul Delmotte dont le cours sur le Moyen-Orient lui donne une conscience du monde et lui fait aimer le journalisme.

### Émissions pour la jeunesse
Florence Hainaut commence sa carrière à la RTBF dans des émissions destinées à la jeunesse.
En 2002, elle est chroniqueuse dans l'émission Tu passes quand tu veux, puis en 2004 dans l'émission Europe 10 points. Elle participe également à plusieurs émissions de l'Odyssée du volontariat.
De novembre 2006 à juin 2008, elle est journaliste dans les Niouzz, une émission phare de la RTBF destinée à présenter l'actualité aux enfants et qui a vu le passage de nombreux animateurs célèbres de la chaîne. En parallèle, elle fait des apparitions dans Prenons le temps (une émission météo) et Une brique dans le ventre (une émission de travaux-décoration). Dans une interview, elle déclare que c'est en rédigeant des « Niouzz » pour enfants qu'elle a véritablement appris son métier.

### Passage à la radio
En juillet 2008, elle rejoint l'équipe de Snooze sur Pure FM. L'émission reçoit le Moustique d’Or du meilleur divertissement radio (2009). Quand ils apprennent que son contrat ne sera pas reconduit à la rentrée 2010, les auditeurs se mobilisent sur Facebook pour la soutenir. Son contrat est finalement reconduit, tout comme ceux des deux autres journalistes qui auraient dû quitter l’entreprise en même temps qu’elle.
De janvier 2011 à octobre 2013, elle édite et présente les journaux régionaux sur VivaBruxelles.

### La notoriété
Elle intègre en octobre 2013 l'équipe d'On n'est pas des pigeons !, une émission quotidienne (du lundi au vendredi) qui offre, autour d'une équipe de chroniqueurs, de décrypter les codes marketing pour que le consommateur puisse faire son choix sans se faire avoir.
L'émission fera connaître la journaliste auprès du grand public : Quand on fait partie des Pigeons, on nous reconnaît très vite et c’est toujours très gentil, Elle rejoint également l'émission 7 à la Une qu'elle devra cependant abandonner faute de temps,.
Entre janvier et juin 2014, elle co-présente l'émission Revu et corrigé ! en duo avec Alain Gerlache. La formule de l'émission est que les deux journalistes, « qui connaissent le monde des médias comme leur poche » et qui « manient la langue française comme un fleuret avec l’humour et la dérision en plus », décryptent l'actualité telle que traitée par les médias et les réseaux sociaux,.

### Départ partiel de la RTBF
En juin 2015, la RTBF lui confie les commandes de l'émission Les décodeurs, un rendez-vous politique dominical. Malgré des débuts encourageants, elle quitte à la surprise générale l'émission en fin de saison. Elle dit « avoir perdu le feu sacré ».
On la retrouve en indépendant à la rentrée sur La Première dans Un samedi d'enfer où elle remplace Myriam Leroy, où chaque samedi, un invité est interviewé par Florence Hainaut, Pierre Kroll et Bruno Coppens. Elle commente sur Twitter : « (...) « J'ai trouvé un hobby entre deux recherches d'emploi » et précise qu'elle « n'interviendra pas dans sa qualité de journaliste dans ce nouveau rendez-vous mais uniquement comme chroniqueuse ».
Elle se présente sur son profil LinkedIn en tant que « journaliste freelance » depuis juin 2016.
À partir de novembre 2022 jusqu'au printemps 2024, elle fait son retour dans On n'est pas des pigeons !. À la rentrée 2024, elle est responsable d'une chronique hebdomadaire dans la matinale de Tipik nommée "Ouin, ouin on ne peut plus rien dire".

### Prises de positions sur le port du voile et le féminisme
Le 18 juillet 2020, Florence Hainaut publie une carte blanche dans le quotidien belge Le Soir en réponse à l'arrêt de la Cour constitutionnelle concernant l'interdiction du port du foulard par les élèves dans l’enseignement supérieur. Elle y défend le droit de porter le foulard. Il s'ensuit une polémique dans la presse et sur les réseaux sociaux qui durera plusieurs jours, et dans laquelle la Fédération européenne des journalistes prend le parti de Florence Hainaut. En décembre 2022, Florence Bergeaud-Blackler la poursuit pour « pour diffamation et atteinte à sa réputation ».

### Lutte contre le cyberharcèlement
Elle coproduit avec Myriam Leroy un documentaire intitulé #SalePute dénonçant la violence particulière dont les femmes sont victimes sur internet. Elles racontent leur expérience, ainsi que celle d'autres femmes notoires, qui ont dû faire face « aux érotomanes [puis à] la haine misogyne, [aux] insultes [et aux] menaces de viol et de mort ». De leur point de vue, il y a un problème systémique sur les réseaux sociaux et « se faire traiter de « sale pute » tous les jours par des milliers de personnes alors que nos collègues masculins, qui font exactement le même métier, ne subissent pas le même sort, c’est bien faire l’objet d’une haine dirigée contre le genre féminin ». Dans ce reportage, les 2 femmes partagent une expérience personnelle. Ainsi, une plainte a été déposée en 2018 par Florence Hainaut et Myriam Leroy contre un blogueur pour des faits de harcèlement perpétrés entre 2012 et 2017. Fin 2021, le blogueur est condamné à 10 mois de prison avec sursis. En 2022, elles citent dans le même contexte Marcel Sel pour calomnie et diffamation. En mars 2023, Le Vif informe qu'un harceleur qui 7 ans plus tôt avait usurpé l'identité de Florence Hainaut pour l'insulter, et dont « certains avaient accusé la journaliste Myriam Leroy », a été identifié et qu'elles n'ont donc pas inventé le harcèlement dont elles ont été victimes.
Elle poursuit son travail avec la publication en 2023 d'un ouvrage intitulé Cyberharcelée : 10 étapes pour comprendre et lutter afin de faire prendre conscience au public de l'ampleur du phénomène du cyberharcèlement misogyne et de fournir aux victimes « des clés pour s’en protéger, s’en défendre ou s’en remettre »,.
Dans la lutte contre le cyberharcèlement, Florence Hainaut rappelle que « les femmes représentent le groupe social le plus harcelé » et « qu'entre 80 et 86 % des harceleurs en ligne sont des hommes ». Elle dénonce également une « justice pour les riches ». Elle s'interroge sur qui a les moyens de payer les 10.000 € que coûte un avocat mais estime que « si on veut que la justice avance, si on veut qu’il y ait jurisprudence, il faut aller se confronter à la justice ».

## Œuvres
- Documentaire #SalePute, réalisé avec Myriam Leroy[28]
- Cyberharcelée : 10 étapes pour comprendre et lutter, Éditions DBS, 2023.